# Bùi Dục Tài
Bùi Dục Tài (chữ Hán: 裴育才), sinh năm Đinh Dậu (1477), là danh thần đời Lê Túc Tông (1487-1504), người làng Câu Nhi, thôn Câu Lãm, huyện Hải Lăng, tỉnh Quảng Trị. Ông xuất thân từ con đường khoa cử và được bổ nhiệm làm quan triều Lê.

## Sự nghiệp
Năm Cảnh Thống thứ 5 (Nhâm Tuất, 1502) thời Lê Hiến Tông, ông đỗ đệ nhị giáp tiến sĩ xuất thân,đứng thứ 29 trong tổng số 64 người thi đỗ, từ thi Hội đến thi Đình, văn ứng chế đều được khen ngợi, nổi tiếng văn học uyên bác. Được bổ vào Viện Hàn lâm làm Hàn lâm hiệu lí, rồi làm Tham chính đạo Thanh Hoa.
Năm Hồng Thuận thứ nhất (Kỷ Tỵ, 1509) đời Lê Tương Dực (1495–1516), phải khi trong nước có biến loạn, ông khéo lo cho dân, được thăng Tả Thị lang bộ Lại. Trong nhiệm vụ này, ông thuyên chuyển quan lại rất mực ngay thẳng, đương thời xưng tụng đức tính liêm khiết công bằng.
Năm Quang Thiệu thứ nhất (Bính Tý, 1516), đời Lê Chiêu Tông, được cử làm Tham tướng, ông càng dốc lòng lo việc kinh lý, bảo an dân chúng. Sau, vì tính ông thẳng thắn, bọn gian thần lấy làm ghen ghét, sát hại ông năm Mậu Dần (1518). Sau khi mất được truy tặng Lễ Bộ Thượng thư. Con ông là Bùi Vỹ sau cũng bị hại.

## Vinh danh
Tên của ông được đặt cho một giải thưởng khuyến học ở Quảng Trị. Ngày 4 tháng 8 năm 2003 Ủy ban nhân dân tỉnh Quảng Trị đã ra quyết định số 1513/2003/QĐ-UB về Ban hành quy chế giải thưởng Bùi Dục Tài tỉnh Quảng Trị để khen thưởng cho các học sinh, sinh viên có kết quả cao trong các kỳ thi học sinh, sinh viên giỏi.